# Ixtapan del Oro (ort)
Ixtapan del Oro är en ort i Mexiko, och administrativ huvudort i kommunen med samma namn i västra delen av delstaten Mexiko. Orten hade 963 invånare vid folkräkningen 2010, och är kommunens näst största samhälle.

## Galleri

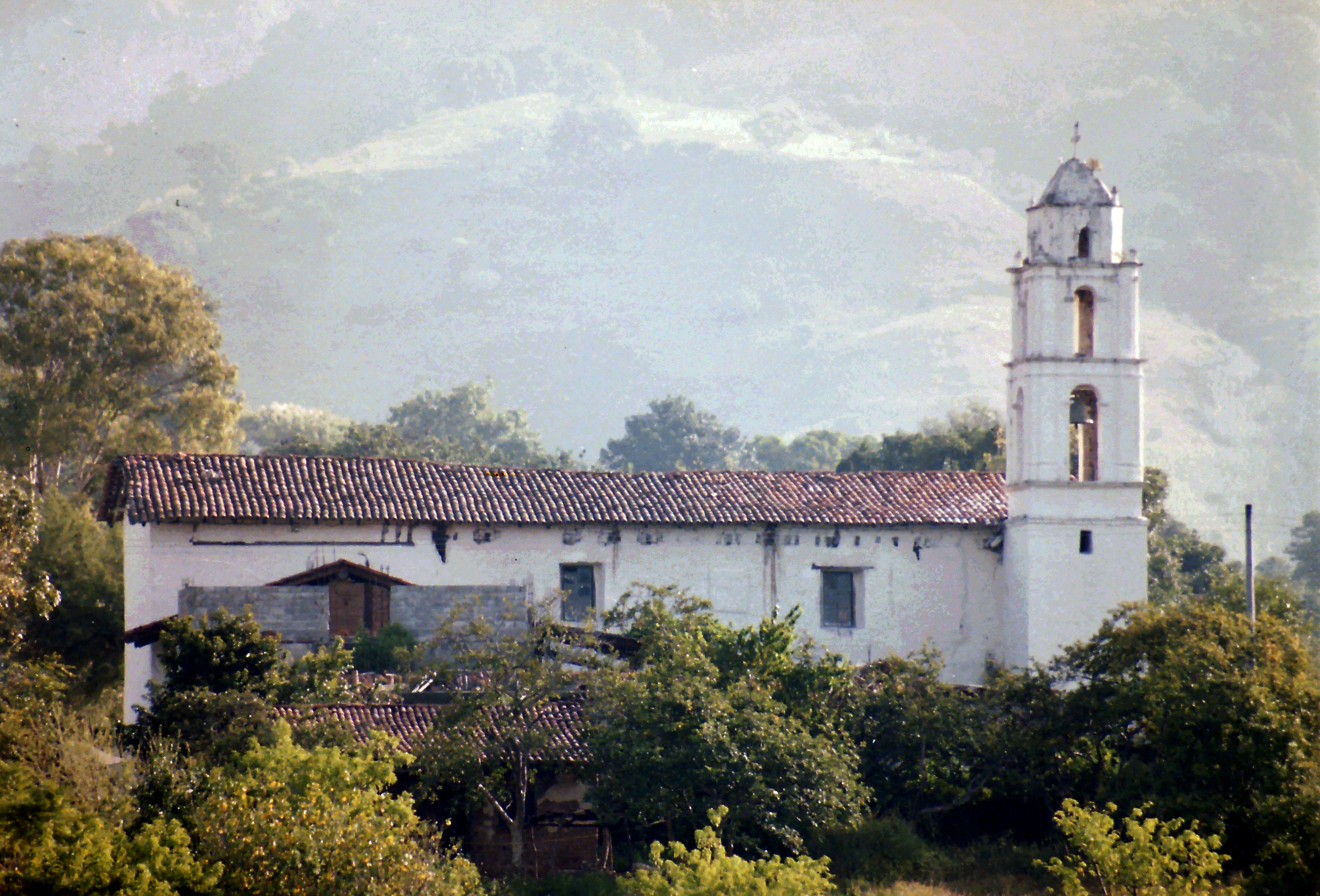
Kyrkan Parroquia de San Miguel Arcangel.
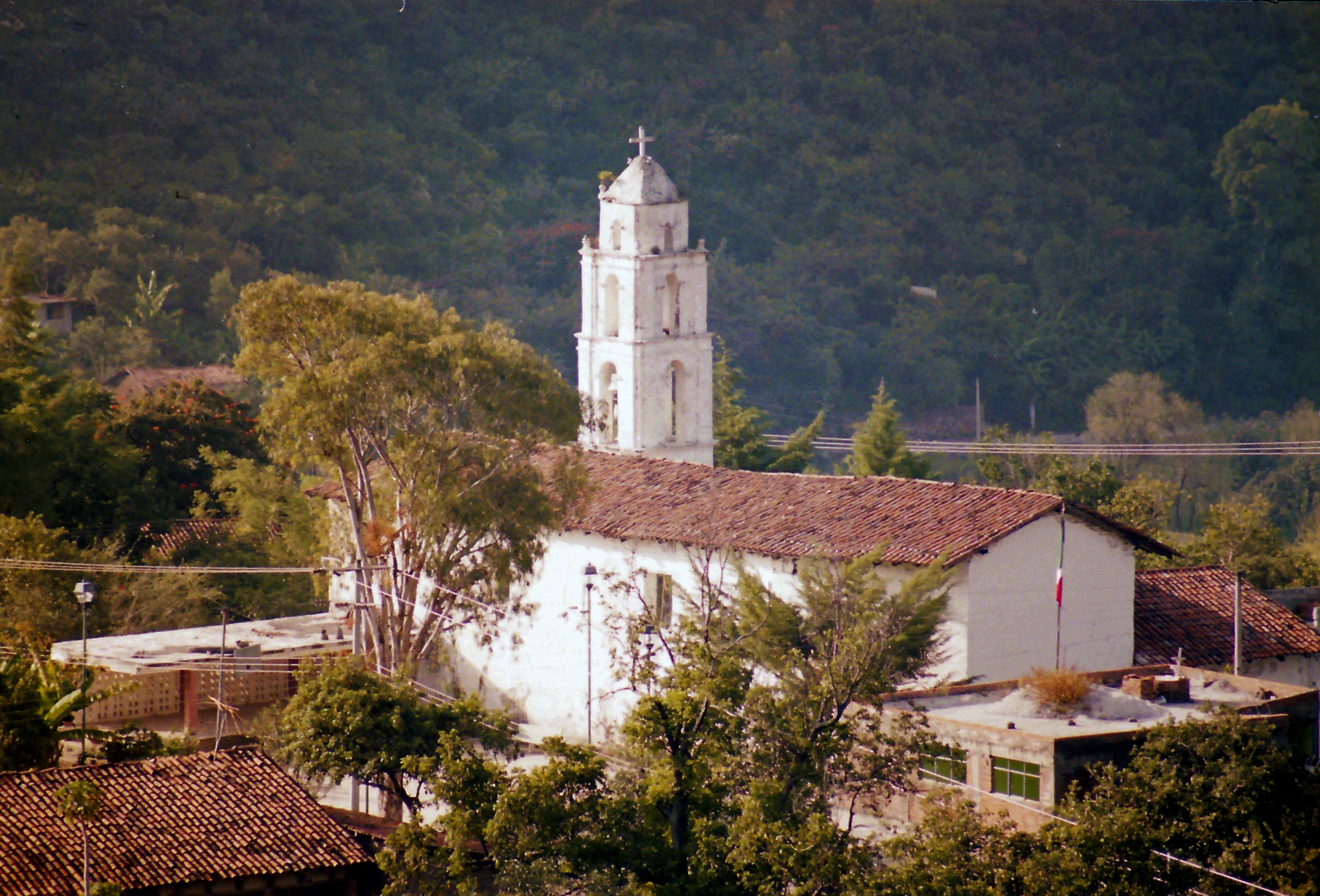
Parroquia de San Miguel Arcangel.
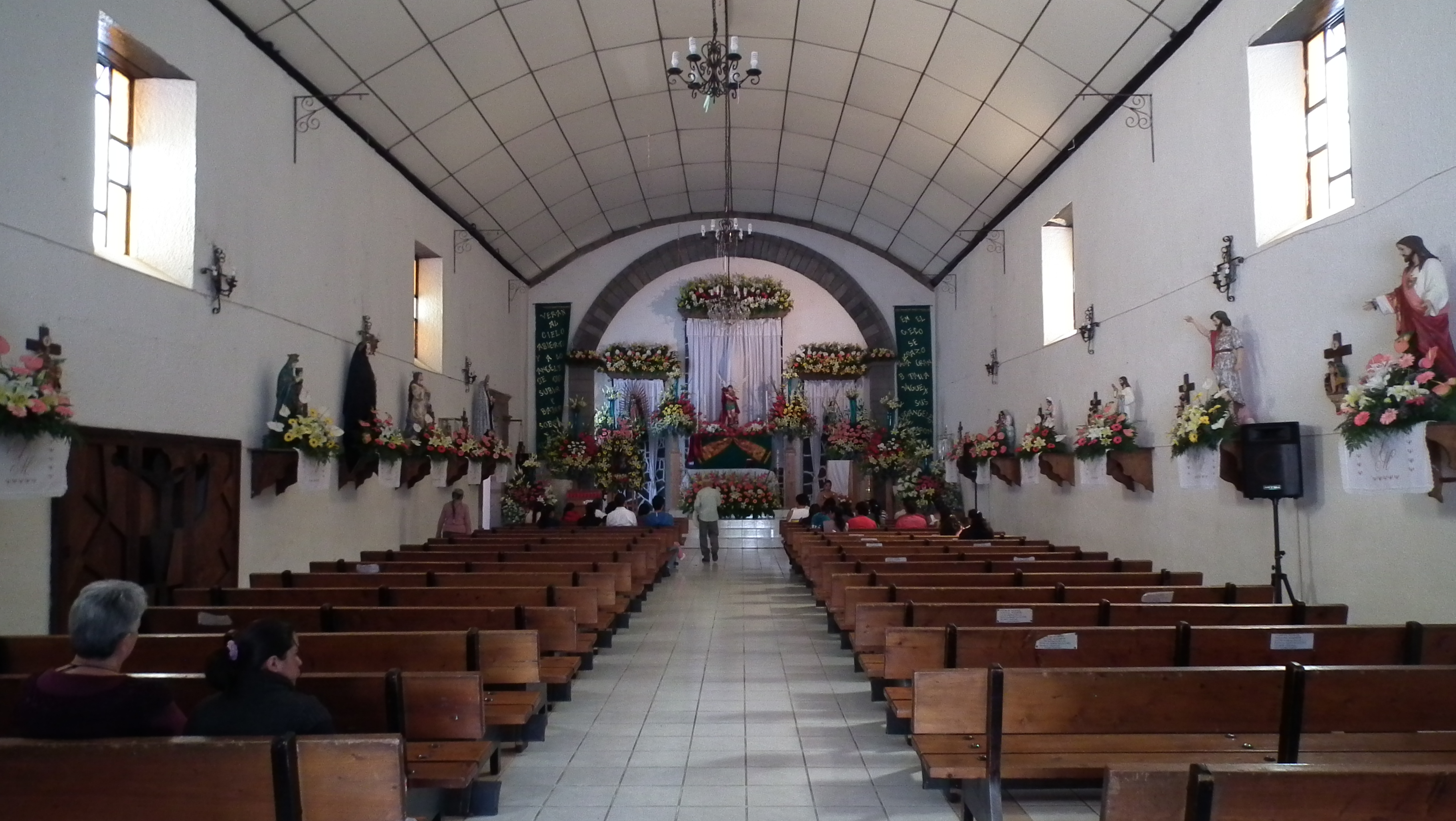
Parroquia de San Miguel Arcangel, interiör.